# Blackburn Rovers FC
Blackburn Rovers FC (celým názvem: Blackburn Rovers Football Club) je anglický fotbalový klub, který sídlí ve městě Blackburn v nemetropolitním hrabství Lancashire. Založen byl v roce 1875. Od sezóny 2018/19 působí v EFL Championship (2. nejvyšší soutěž). Rovers ve své historii vyhráli třikrát nejvyšší anglickou ligu (1911/12, 1913/14 a 1994/95), šestkrát FA Cup a jednou EFL Cup. Klubové barvy jsou modrá a bílá.
Své domácí zápasy odehrává na stadionu Ewood Park s kapacitou 31 367 diváků.

## Historie

### Začátky v 19. století

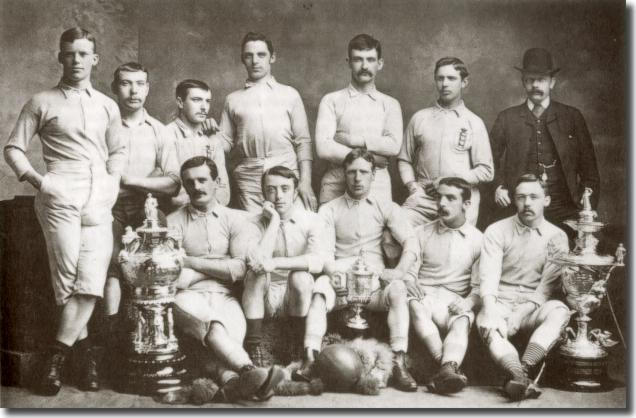
Vítězný tým Blackburnu v FA Cupu 1883/84

Klub byl založen 5. listopadu roku 1875 a první zápas ve své historii sehrál s klubem The Wednesday, který skončil remízou 1:1. Blackburn se v roce 1882 již prodral do finále FA Cupu, kde si ale jako provinční tým neporadil s Old Etonians. První vítězství tak slavil o dva roky později, když zvítězil nad skotským týmem Queen's Park. Stejným úspěchem skončilo finále znovu proti Queen's Park o rok později a další rok, to porazil West Bromwich Albion. Za tři vítězství v řadě získal speciálně objednaný stříbrný štít, který se pak objevil i na jeho vlajce.
Blackburn byl jeden ze zakládajících členů anglické fotbalové ligy v roce 1888.
Do finále FA Cupu se Blackburn opět probojoval v roce 1890 a díky třem gólům Williama Townleyho, jenž se tak stal prvním autorem hattricku v FA Cupu, rozdrtil Sheffield Wednesday 6:1. V tomto roce se Rovers přesunuli do Ewood Parku, kde nastupují k zápasům dodnes. O rok později slavili znovu po vítězství nad Notts County 3:1.
V roce 1898 se udrželi Rovers v Division One jen díky rozšíření počtu účastníků z 16 na 18.

### Úspěšná raná 1. polovina 20. století
Během prvních třiceti let 20. století se Blackburn řadil do horní poloviny v 1. divizi, tu dokázali dokonce v letech 1912 a 1914 vyhrát. Na dlouhou dobu poslední trofejí byl zisk FA Cupu v roce 1928. Blackburn se nadále držel v tabulkách v lepším středu, nakonec ale v roce 1936 z ligy sestoupil.
Vrátil se roku 1939, znovu ale sestoupil v roce 1948, to už v druhé divizi zůstal 10 let.

### 60. až 80. léta
Po návratu patřil opět do lepšího průměru, ale blízko k trofejím se příliš nedostával, jen v roce 1960 se dostal do finále FA Cupu, odkud si odnesl porážku 0:3 od Wolverhamptonu Wanderers. Naději k návrat na výsluní měli v roce 1964, když se dostali na čelo tabulky po pozoruhodné porážce 8:2 West Hamu. Ligu ale nakonec opanoval Liverpool stejně jako dvanáctkrát během příštích 26 let. Zatímco Blackburn nabral zcela jinou trasu, v roce 1966 sestoupil z první divize a nevrátil se následujících 26 let.
Během 70. let se pohybovali mezi 2. a 3. divizí. V roce 1980 postoupili ze třetí a už se tam nevrátili. V roce 1989 byl již blízko návratu do první divize, ale ve finále play off je vyřadilo Crystal Palace. 1990 byli znovu vyřazeni tentokrát v semifinále.

### Sladký počátek éry Jacka Walkera
V následující sezóně klub převzal klub od majitele zdejších oceláren místní rodák Jack Walker, ale přišel příliš pozdě na to, aby klub skončil na lepší než 19. pozici. Walker uvolnil několik miliónů liber na nové hráče a manažerem jmenoval Kennyho Dalglishe. Rovers zaplnili titulní strany novin v roce 1992, když zaplatili rekordních 3,5 miliónu liber za dvaadvacetiletého útočníka Southamptonu Alana Shearera. Již v sezóně 1993/94 mohl Blackburn vyhrát anglický titul, ten mu ale ještě unikl a skončil 8 bodů za Manchesterem United. Tak slavili až v další sezóně, když byli tentokráte před United. Získali celkově 89 bodů a skončili před Rudými ďábly o bod. Blackburn si musel na tento úspěch počkat dlouhých 81 let od zisku druhého titulu v roce 1914. Blackburn nejvíce profitoval ze spolupráce útočné dvojice Alan Shearer - Chris Sutton. Shearer vsítil úctyhodných 34 branek a Suttonovými patnácti byli nejproduktivnější dvojicí v Premier League. Za Rovers se nejvíce podíleli kromě Shearera a Suttona na titulu následující hráči: Tim Flowers, Tony Gale, Tim Sherwood (kapitán), Colin Hendry, Graeme Le Saux, Stuart Ripley, Mike Newell, Jason Wilcox, Robbie Slater, Henning Berg, Mark Atkins, Paul Warhurst a Ian Pearce.

### Pomistrovská letargie
Po mistrovském titulu se Kenny Dalglish posunul na pozici ředitele a místo manažera předal svému asistentovi Rayi Halfordovi. Blackburnu v sezóně 1995/96 příliš nedařilo a po většinu první poloviny sezóny se ocital v dolní polovině. Rovers se jako mistři účastnili i Ligy mistrů, v té ale vypadli již po základní skupině s pouhými čtyřmi body na kontě.
Ještě horší start sezóny následující, když nevyhráli jediný z prvních deseti zápasů, měl za následek listopadovou rezignaci Halforda. Dvě sezóny po mistrovském titulu vypadal reálně sestup. Klub začal okamžitě hledat jeho náhradu.

### Sestup z Premier League
Roy Hodgson přišel do klubu z Interu Milán v létě roku 1997 a jeho vliv na klub se zdál být pozitivní. Blackburn si 6. místem v lize zajistil start v Poháru UEFA. Jenže sezóna 1998/99 opět začala bídně a Hodgson byl vyhozen necelou hodinu po domácí prohře se Southamptonem a díky tomu se Blackburn objevil v sestupovém pásmu. Hodgson byl nahrazen Brianem Kiddem, nicméně Kidd Blackburn vrátit na správnou cestu nedokázal a sestup byl potvrzen domácí bezgólovou remízou s Manchesterem United v předposledním kole ligy.
Rovers si přáli okamžitý návrat do Premier League, bohužel ale sezóna byla znovu zklamáním a Blackburn se potácel v druhé lize těsně nad pásmem sestupu. Brian Kidd byl v říjnu vyhozen. V březnu klub jmenoval novým manažerem Graema Sounesse. Klubem otřásla i zpráva o smrti Jack Walkera.

### Pod taktovkou Graema Sounesse
V sezóně 2000/01 Rovers bojovali i za Jacka Walkera a výsledky klubu se zlepšili. Finálně skončili druzí za Fulhamem a slavili návrat do Premier League. V létě 2001 mohutně posilovali, když koupili útočníka Andyho Colea za rekordních 8 miliónů liber. Následující sezóna znamenala pro klub zisk další trofeje a to Ligového poháru. Ve finále zdolali na Milennium Stadium v Cardiffu Tottenham Hotspur 2:1 po vítězném gólu Colea v 69. minutě. Tento úspěch znamenal i místo v Poháru UEFA 2002/03.
Další sezónu skončili Rovers na šestém místě v lize po impozantním vítězství 4:0 na White Hart Lane proti Spurs, v posledním kole se tak znovu kvalifikovali do Poháru UEFA.
Po této sezóně však Rovers prodali své opory Damiena Duffa a Davida Dunna, náhradou byla pouze posila z druholigového Huddersfieldu Jon Stead. Klubu se i kvůli tomu nedařilo a skončil celkově na 15. místě.

### Mark Hughes přichází
Na začátku sezóny 2004/05 odešel Graeme Souness a byl nahrazen trenérem reprezentace Walesu Markem Hughesem. Ten jim zajistil pro tuto sezónu záchranu, ve které Rovers opět skončili patnáctí. Blackburn se ještě dostal do semifinále Ligového poháru. Po sezóně dokázal přivést na Ewood Park reprezentanta Walesu Craiga Bellamyho. To pomohlo Rovers k šestému místu v lize a kvalifikace do evropských pohárů, kde se objevili potřetí za 5 let a pošesté od roku 1994.

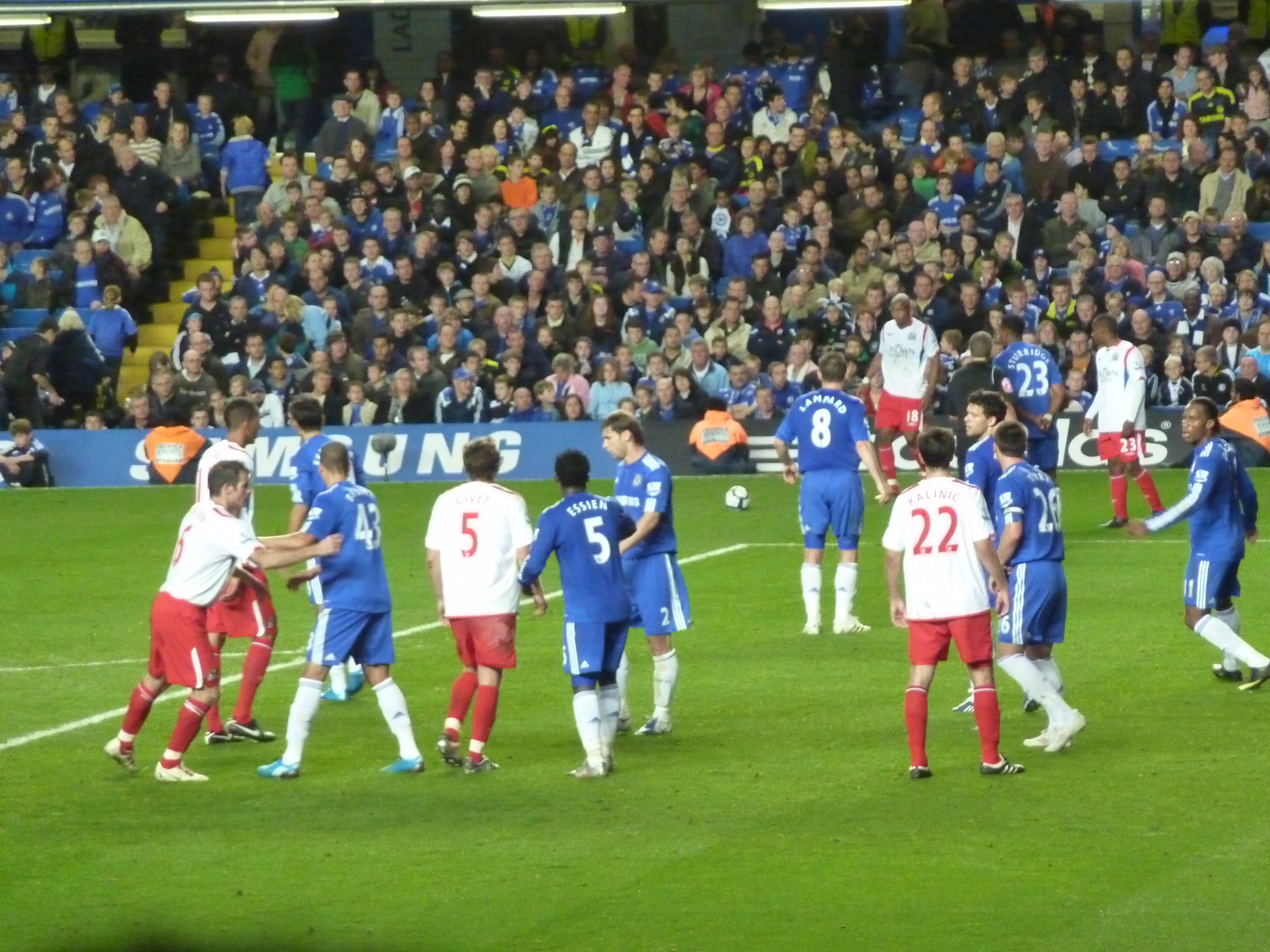
Zápas Chelsea proti Blackburnu (2009)

V FA Cupu 2007 porazili Everton, Luton, Arsenal a Manchester City, v semifinále však skončili na Chelsea. V lize skončili desátí, když McCarthy vsítil 18 branek. Klub tak postoupil do Intertoto Cupu, kterým úspěšně prošel a kvalifikoval se do Poháru UEFA, kde skončil na řecké Larisse. V FA Cupu brzy vypadli s Coventry City. V lize si zajistili sedmé místo a přihlásili se opět do Poháru Intertoto. Po sezóně je však opustil manažer Hughes, který se přesunul k Manchesteru City.

### Krátkodobé štace Paula Ince a Sama Allardyce
Náhradou byl Paul Ince, který podepsal s klubem tříletý kontrakt a jako asistenta si vybral zkušeného Archieho Knoxe, avšak po výhře nad Evertonem nastalo období neúspěchů a Ince byl v prosinci propuštěn. Nahradil ho Sam Allardyce. V posledních dvou kolech sezóny 2009/10 Rovers porazili Arsenal a Aston Villu a skončili v lize desátí. V sezóně 2010/11 se zase nedařilo a Allardyce to odnesl také v prosinci, když ho propustili noví vlastníci klubu.

### Indičtí vlastníci
26. listopadu 2010 oznámila indická společnost Venky's, jež je součástí podnikatelské rodiny Rao, dokončení koupě klubu. Za 23 miliónů liber si pořídila 99,9 % akcií.
Novým manažerem byl jmenován Skot Steve Kean.
Nejvíce klub bodově strádal ke konci sezóny a do posledního kola neměl jistou záchranu. Nakonec skončil na 15. pozici, když venku přehrál Wolverhampton Wanderers. Jak v FA Cupu tak v Ligovém poháru skončil Blackburn na Aston Ville po dvou odehraných kolech.

## Získané trofeje

### Vyhrané domácí soutěže

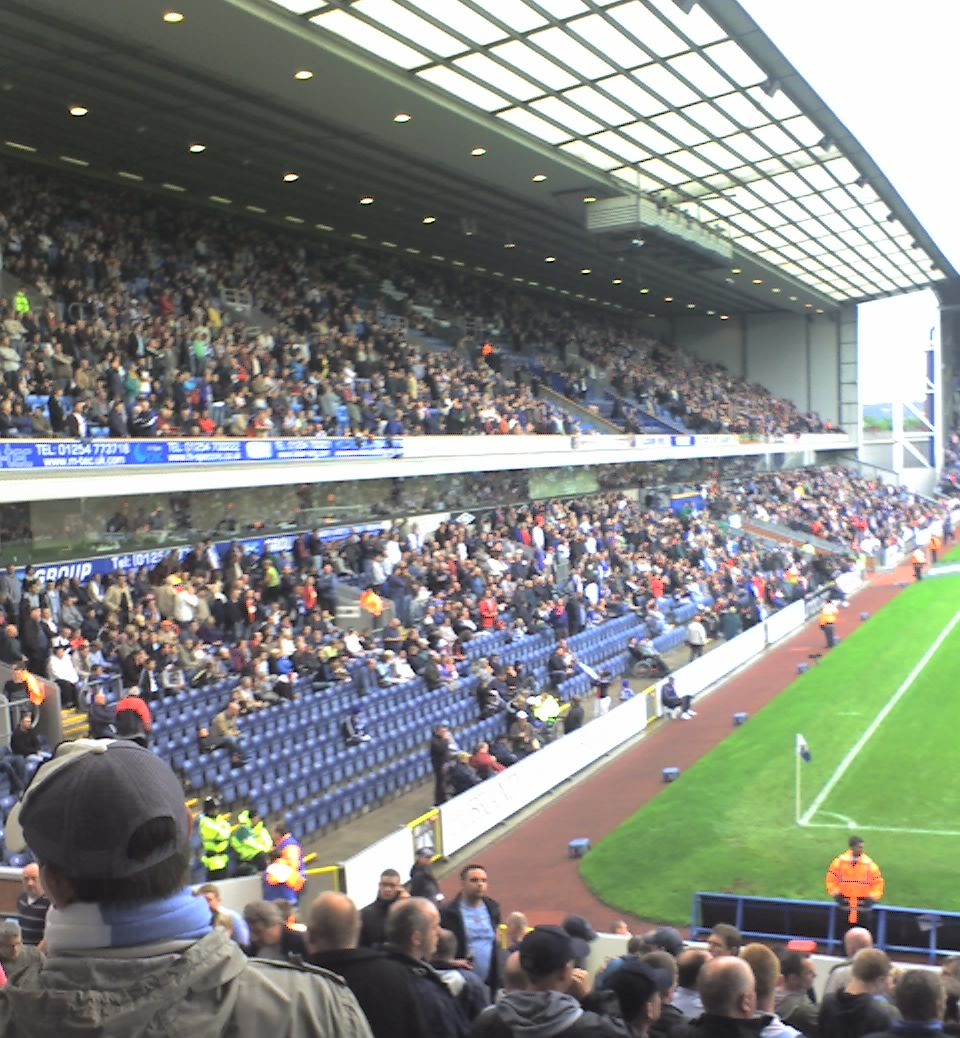
Ewood Park při utkání

- First Division / Premier League ( 3× )
  - 1911/12, 1913/14, 1994/95
- FA Cup ( 6× )
  - 1883/84, 1884/85, 1885/86, 1889/90, 1890/91, 1927/28
- EFL Cup ( 1× )
  - 2001/02
- Community Shield ( 1× )
  - 1912

### Vyhrané mezinárodní soutěže
- Pohár Intertoto ( 1× )
  - 2007

## Domácí stadión

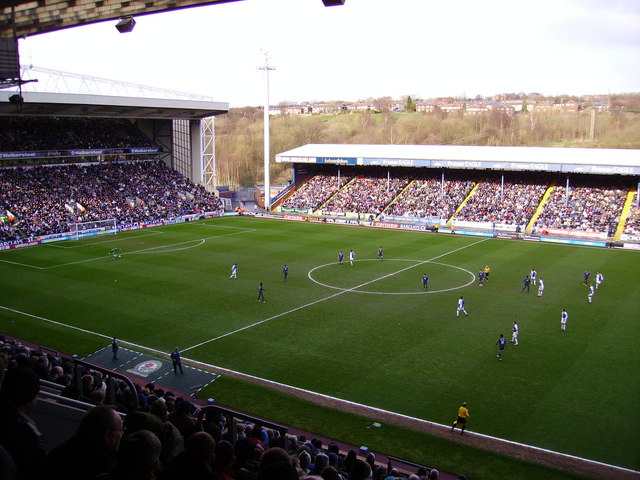
Ewood Park

Utkání se zde hrála od roku 1881, to zde nastoupil Blackburn k prvnímu utkání 3. dubna 1881 proti Sheffieldu Wednesday. Stadion byl otevřen roku 1882. Během 80. let 19. století se zde konala fotbalová utkání, chrtí dostihy či atletické závody. V roce 1890 se přesunuli Rovers z Leamington Street na stadion Ewood Park a od té doby zde nepřetržitě nastupují k domácím utkáním. V současnosti pojme 31 154 sedících diváků. Rozměry hřiště jsou 105 na 69,5 metrů. V roce 1929 utkání proti Boltonu Wanderers sledovalo 62 522 diváků a vytvořili tak rekord.

## Významní hráči
- Bob Crompton (1896–1920)
- Alan Shearer (1992–1996)

## Umístění v jednotlivých sezonách
Stručný přehled
Zdroj: 
- 1888–1892: Football League
- 1892–1936: Football League First Division
- 1936–1939: Football League Second Division
- 1946–1948: Football League First Division
- 1948–1958: Football League Second Division
- 1958–1966: Football League First Division
- 1966–1971: Football League Second Division
- 1971–1975: Football League Third Division
- 1975–1979: Football League Second Division
- 1979–1980: Football League Third Division
- 1980–1992: Football League Second Division
- 1992–1999: Premier League
- 1999–2001: Football League First Division
- 2001–2012: Premier League
- 2012–2016: Football League Championship
- 2016–2017: English Football League Championship
- 2017–2018: English Football League One
- 2018– : English Football League Championship

Jednotlivé ročníky
Zdroj: 
Legenda: Z - zápasy, V - výhry, R - remízy, P - porážky, VG - vstřelené góly, OG - obdržené góly, +/- - rozdíl skóre, B - body, červené podbarvení - sestup, zelené podbarvení - postup, fialové podbarvení - reorganizace, změna skupiny či soutěže
| Anglie (1888 – )                                          |                  |        |    |    |    |    |     |     |     |    |        |
| Sezóny                                                    | Liga             | Úroveň | Z  | V  | R  | P  | VG  | OG  | +/- | B  | Pozice |
| 1888/89                                                   | Football League  | 1      | 22 | 10 | 6  | 6  | 66  | 45  | +21 | 26 | 4.     |
| 1889/90                                                   | Football League  | 1      | 22 | 12 | 3  | 7  | 78  | 41  | +37 | 27 | 3.     |
| 1890/91                                                   | Football League  | 1      | 22 | 11 | 2  | 9  | 52  | 43  | +9  | 24 | 6.     |
| 1891/92                                                   | Football League  | 1      | 26 | 10 | 6  | 10 | 58  | 65  | -7  | 26 | 9.     |
| 1892/93                                                   | First Division   | 1      | 30 | 8  | 13 | 9  | 47  | 56  | -9  | 29 | 9.     |
| 1893/94                                                   | First Division   | 1      | 30 | 16 | 2  | 12 | 69  | 53  | +16 | 34 | 4.     |
| 1894/95                                                   | First Division   | 1      | 30 | 11 | 10 | 9  | 59  | 49  | +10 | 32 | 5.     |
| 1895/96                                                   | First Division   | 1      | 30 | 12 | 5  | 13 | 40  | 50  | -10 | 29 | 8.     |
| 1896/97                                                   | First Division   | 1      | 30 | 11 | 3  | 16 | 35  | 62  | -27 | 25 | 14.    |
| 1897/98                                                   | First Division   | 1      | 30 | 7  | 10 | 13 | 39  | 54  | -15 | 24 | 15.    |
| 1898/99                                                   | First Division   | 1      | 34 | 14 | 8  | 12 | 60  | 52  | +8  | 36 | 6.     |
| 1899/00                                                   | First Division   | 1      | 34 | 13 | 4  | 17 | 49  | 61  | -12 | 30 | 14.    |
| 1900/01                                                   | First Division   | 1      | 34 | 12 | 9  | 13 | 39  | 47  | -8  | 33 | 9.     |
| 1901/02                                                   | First Division   | 1      | 34 | 15 | 6  | 13 | 52  | 48  | +4  | 36 | 4.     |
| 1902/03                                                   | First Division   | 1      | 34 | 12 | 5  | 17 | 44  | 63  | -19 | 29 | 16.    |
| 1903/04                                                   | First Division   | 1      | 34 | 11 | 6  | 17 | 48  | 60  | -12 | 28 | 15.    |
| 1904/05                                                   | First Division   | 1      | 34 | 11 | 5  | 18 | 40  | 51  | -11 | 26 | 13.    |
| 1905/06                                                   | First Division   | 1      | 38 | 16 | 8  | 14 | 54  | 52  | +2  | 40 | 9.     |
| 1906/07                                                   | First Division   | 1      | 38 | 14 | 7  | 17 | 56  | 59  | -3  | 35 | 12.    |
| 1907/08                                                   | First Division   | 1      | 38 | 12 | 12 | 14 | 51  | 63  | -12 | 36 | 14.    |
| 1908/09                                                   | First Division   | 1      | 38 | 14 | 13 | 11 | 61  | 50  | +11 | 41 | 4.     |
| 1909/10                                                   | First Division   | 1      | 38 | 18 | 9  | 11 | 73  | 55  | +18 | 45 | 3.     |
| 1910/11                                                   | First Division   | 1      | 38 | 13 | 11 | 14 | 62  | 54  | +8  | 37 | 12.    |
| 1911/12                                                   | First Division   | 1      | 38 | 20 | 9  | 9  | 60  | 43  | +17 | 49 | 1.     |
| 1912/13                                                   | First Division   | 1      | 38 | 16 | 13 | 9  | 79  | 43  | +36 | 45 | 5.     |
| 1913/14                                                   | First Division   | 1      | 38 | 20 | 11 | 7  | 78  | 42  | +36 | 51 | 1.     |
| 1914/15                                                   | First Division   | 1      | 38 | 18 | 7  | 13 | 83  | 61  | +22 | 43 | 3.     |
| V letech 1915 až 1918 se nehrála žádná pravidelná soutěž. |                  |        |    |    |    |    |     |     |     |    |        |
| 1919/20                                                   | First Division   | 1      | 42 | 13 | 11 | 18 | 64  | 77  | -13 | 37 | 20.    |
| 1920/21                                                   | First Division   | 1      | 42 | 13 | 15 | 14 | 57  | 59  | -2  | 41 | 11.    |
| 1921/22                                                   | First Division   | 1      | 42 | 13 | 12 | 17 | 54  | 57  | -3  | 38 | 15.    |
| 1922/23                                                   | First Division   | 1      | 42 | 14 | 12 | 16 | 47  | 62  | -15 | 40 | 14.    |
| 1923/24                                                   | First Division   | 1      | 42 | 17 | 11 | 14 | 54  | 50  | +4  | 45 | 8.     |
| 1924/25                                                   | First Division   | 1      | 42 | 11 | 13 | 18 | 53  | 66  | -13 | 35 | 16.    |
| 1925/26                                                   | First Division   | 1      | 42 | 15 | 11 | 16 | 91  | 80  | +11 | 41 | 12.    |
| 1926/27                                                   | First Division   | 1      | 42 | 15 | 8  | 19 | 77  | 96  | -19 | 38 | 18.    |
| 1927/28                                                   | First Division   | 1      | 42 | 16 | 9  | 17 | 66  | 78  | -12 | 41 | 12.    |
| 1928/29                                                   | First Division   | 1      | 42 | 17 | 11 | 14 | 72  | 63  | +9  | 45 | 7.     |
| 1929/30                                                   | First Division   | 1      | 42 | 19 | 7  | 16 | 99  | 93  | +6  | 45 | 6.     |
| 1930/31                                                   | First Division   | 1      | 42 | 17 | 8  | 17 | 83  | 84  | -1  | 42 | 10.    |
| 1931/32                                                   | First Division   | 1      | 42 | 16 | 6  | 20 | 89  | 95  | -6  | 38 | 16.    |
| 1932/33                                                   | First Division   | 1      | 42 | 14 | 10 | 18 | 76  | 102 | -26 | 38 | 15.    |
| 1933/34                                                   | First Division   | 1      | 42 | 18 | 7  | 17 | 74  | 81  | -7  | 43 | 8.     |
| 1934/35                                                   | First Division   | 1      | 42 | 14 | 11 | 17 | 66  | 78  | -12 | 39 | 15.    |
| 1935/36                                                   | First Division   | 1      | 42 | 12 | 9  | 21 | 55  | 96  | -41 | 33 | 22.    |
| 1936/37                                                   | Second Division  | 2      | 42 | 16 | 10 | 16 | 70  | 62  | +8  | 42 | 12.    |
| 1937/38                                                   | Second Division  | 2      | 42 | 14 | 10 | 18 | 71  | 80  | -9  | 38 | 16.    |
| 1938/39                                                   | Second Division  | 2      | 42 | 25 | 5  | 12 | 94  | 60  | +34 | 55 | 1.     |
| V letech 1939 až 1945 se nehrála žádná pravidelná soutěž. |                  |        |    |    |    |    |     |     |     |    |        |
| 1946/47                                                   | First Division   | 1      | 42 | 14 | 8  | 20 | 45  | 53  | -8  | 36 | 17.    |
| 1947/48                                                   | First Division   | 1      | 42 | 11 | 10 | 21 | 54  | 72  | -18 | 32 | 21.    |
| 1948/49                                                   | Second Division  | 2      | 42 | 15 | 8  | 19 | 53  | 63  | -10 | 38 | 14.    |
| 1949/50                                                   | Second Division  | 2      | 42 | 14 | 10 | 18 | 55  | 60  | -5  | 38 | 16.    |
| 1950/51                                                   | Second Division  | 2      | 42 | 19 | 8  | 15 | 65  | 66  | -1  | 46 | 6.     |
| 1951/52                                                   | Second Division  | 2      | 42 | 17 | 6  | 19 | 54  | 63  | -9  | 40 | 14.    |
| 1952/53                                                   | Second Division  | 2      | 42 | 18 | 8  | 16 | 68  | 65  | +3  | 44 | 9.     |
| 1953/54                                                   | Second Division  | 2      | 42 | 23 | 9  | 10 | 86  | 50  | +36 | 55 | 3.     |
| 1954/55                                                   | Second Division  | 2      | 42 | 22 | 6  | 14 | 114 | 79  | +35 | 50 | 6.     |
| 1955/56                                                   | Second Division  | 2      | 42 | 21 | 6  | 15 | 84  | 65  | +19 | 48 | 4.     |
| 1956/57                                                   | Second Division  | 2      | 42 | 21 | 10 | 11 | 83  | 75  | +8  | 52 | 4.     |
| 1957/58                                                   | Second Division  | 2      | 42 | 22 | 12 | 8  | 93  | 57  | +36 | 56 | 2.     |
| 1958/59                                                   | First Division   | 1      | 42 | 17 | 10 | 15 | 76  | 70  | +6  | 44 | 10.    |
| 1959/60                                                   | First Division   | 1      | 42 | 16 | 5  | 21 | 60  | 70  | -10 | 37 | 17.    |
| 1960/61                                                   | First Division   | 1      | 42 | 15 | 13 | 14 | 77  | 76  | +1  | 43 | 8.     |
| 1961/62                                                   | First Division   | 1      | 42 | 14 | 11 | 17 | 50  | 58  | -8  | 39 | 16.    |
| 1962/63                                                   | First Division   | 1      | 42 | 15 | 12 | 15 | 79  | 71  | +8  | 42 | 11.    |
| 1963/64                                                   | First Division   | 1      | 42 | 18 | 10 | 14 | 89  | 65  | +24 | 46 | 7.     |
| 1964/65                                                   | First Division   | 1      | 42 | 16 | 10 | 16 | 83  | 79  | +4  | 42 | 10.    |
| 1965/66                                                   | First Division   | 1      | 42 | 8  | 4  | 30 | 57  | 88  | -31 | 20 | 22.    |
| 1966/67                                                   | Second Division  | 2      | 42 | 19 | 13 | 10 | 56  | 46  | +10 | 51 | 4.     |
| 1967/68                                                   | Second Division  | 2      | 42 | 16 | 11 | 15 | 56  | 49  | +7  | 43 | 8.     |
| 1968/69                                                   | Second Division  | 2      | 42 | 13 | 11 | 18 | 52  | 63  | -11 | 37 | 19.    |
| 1969/70                                                   | Second Division  | 2      | 42 | 20 | 7  | 15 | 54  | 50  | +4  | 47 | 8.     |
| 1970/71                                                   | Second Division  | 2      | 42 | 6  | 15 | 21 | 37  | 69  | -32 | 27 | 21.    |
| 1971/72                                                   | Third Division   | 3      | 46 | 19 | 9  | 18 | 54  | 57  | -3  | 47 | 10.    |
| 1972/73                                                   | Third Division   | 3      | 46 | 20 | 15 | 11 | 57  | 47  | +10 | 55 | 3.     |
| 1973/74                                                   | Third Division   | 3      | 46 | 18 | 10 | 18 | 62  | 64  | -2  | 46 | 13.    |
| 1974/75                                                   | Third Division   | 3      | 46 | 22 | 16 | 8  | 68  | 45  | +23 | 60 | 1.     |
| 1975/76                                                   | Second Division  | 2      | 42 | 12 | 14 | 16 | 45  | 50  | -5  | 38 | 15.    |
| 1976/77                                                   | Second Division  | 2      | 42 | 15 | 9  | 18 | 42  | 54  | -12 | 39 | 12.    |
| 1977/78                                                   | Second Division  | 2      | 42 | 16 | 13 | 13 | 56  | 60  | -4  | 45 | 5.     |
| 1978/79                                                   | Second Division  | 2      | 42 | 10 | 10 | 22 | 41  | 72  | -31 | 30 | 22.    |
| 1979/80                                                   | Third Division   | 3      | 46 | 25 | 9  | 12 | 58  | 36  | +22 | 59 | 2.     |
| 1980/81                                                   | Second Division  | 2      | 42 | 16 | 8  | 8  | 42  | 29  | +13 | 50 | 4.     |
| 1981/82                                                   | Second Division  | 2      | 42 | 16 | 11 | 15 | 47  | 43  | +4  | 59 | 10.    |
| 1982/83                                                   | Second Division  | 2      | 42 | 15 | 12 | 15 | 58  | 58  | 0   | 57 | 11.    |
| 1983/84                                                   | Second Division  | 2      | 42 | 17 | 16 | 9  | 57  | 46  | +11 | 67 | 6.     |
| 1984/85                                                   | Second Division  | 2      | 42 | 21 | 10 | 11 | 66  | 41  | +25 | 73 | 5.     |
| 1985/86                                                   | Second Division  | 2      | 42 | 12 | 13 | 17 | 53  | 62  | -9  | 49 | 18.    |
| 1986/87                                                   | Second Division  | 2      | 42 | 15 | 10 | 17 | 45  | 55  | -10 | 55 | 12.    |
| 1987/88                                                   | Second Division  | 2      | 44 | 21 | 14 | 9  | 68  | 52  | +16 | 77 | 5.     |
| 1988/89                                                   | Second Division  | 2      | 46 | 22 | 11 | 13 | 74  | 59  | +15 | 77 | 5.     |
| 1989/90                                                   | Second Division  | 2      | 46 | 19 | 17 | 10 | 74  | 59  | +15 | 74 | 5.     |
| 1990/91                                                   | Second Division  | 2      | 46 | 14 | 10 | 22 | 51  | 66  | -15 | 52 | 19.    |
| 1991/92                                                   | Second Division  | 2      | 46 | 21 | 11 | 14 | 70  | 53  | +17 | 74 | 6.     |
| 1992/93                                                   | Premier League   | 1      | 42 | 20 | 11 | 11 | 68  | 46  | +22 | 71 | 4.     |
| 1993/94                                                   | Premier League   | 1      | 42 | 25 | 9  | 8  | 63  | 36  | +27 | 84 | 2.     |
| 1994/95                                                   | Premier League   | 1      | 42 | 27 | 8  | 7  | 80  | 39  | +41 | 89 | 1.     |
| 1995/96                                                   | Premier League   | 1      | 38 | 18 | 7  | 13 | 61  | 47  | +14 | 61 | 7.     |
| 1996/97                                                   | Premier League   | 1      | 38 | 9  | 15 | 14 | 42  | 43  | -1  | 42 | 13.    |
| 1997/98                                                   | Premier League   | 1      | 38 | 16 | 10 | 12 | 57  | 52  | +5  | 58 | 6.     |
| 1998/99                                                   | Premier League   | 1      | 38 | 7  | 14 | 17 | 38  | 52  | -14 | 35 | 19.    |
| 1999/00                                                   | First Division   | 2      | 46 | 15 | 17 | 14 | 55  | 51  | +4  | 62 | 11.    |
| 2000/01                                                   | First Division   | 2      | 46 | 26 | 13 | 7  | 76  | 39  | +37 | 91 | 2.     |
| 2001/02                                                   | Premier League   | 1      | 38 | 12 | 10 | 16 | 55  | 51  | +4  | 46 | 10.    |
| 2002/03                                                   | Premier League   | 1      | 38 | 16 | 12 | 10 | 52  | 43  | +9  | 60 | 6.     |
| 2003/04                                                   | Premier League   | 1      | 38 | 12 | 8  | 18 | 51  | 59  | -8  | 44 | 15.    |
| 2004/05                                                   | Premier League   | 1      | 38 | 9  | 15 | 14 | 32  | 43  | -11 | 42 | 15.    |
| 2005/06                                                   | Premier League   | 1      | 38 | 19 | 6  | 13 | 51  | 42  | +9  | 63 | 6.     |
| 2006/07                                                   | Premier League   | 1      | 38 | 15 | 7  | 16 | 52  | 54  | -2  | 52 | 10.    |
| 2007/08                                                   | Premier League   | 1      | 38 | 15 | 13 | 10 | 50  | 48  | +2  | 58 | 7.     |
| 2008/09                                                   | Premier League   | 1      | 38 | 10 | 11 | 17 | 40  | 60  | -20 | 41 | 15.    |
| 2009/10                                                   | Premier League   | 1      | 38 | 13 | 11 | 14 | 38  | 47  | -9  | 50 | 10.    |
| 2010/11                                                   | Premier League   | 1      | 38 | 11 | 10 | 17 | 46  | 59  | -13 | 43 | 15.    |
| 2011/12                                                   | Premier League   | 1      | 38 | 8  | 7  | 23 | 48  | 78  | -30 | 31 | 19.    |
| 2012/13                                                   | The Championship | 2      | 46 | 14 | 16 | 16 | 55  | 62  | -7  | 58 | 17.    |
| 2013/14                                                   | The Championship | 2      | 46 | 18 | 16 | 12 | 70  | 62  | +8  | 70 | 8.     |
| 2014/15                                                   | The Championship | 2      | 46 | 17 | 16 | 13 | 66  | 59  | +7  | 67 | 9.     |
| 2015/16                                                   | The Championship | 2      | 46 | 13 | 16 | 17 | 46  | 46  | 0   | 55 | 15.    |
| 2016/17                                                   | EFL Championship | 2      | 46 | 12 | 15 | 19 | 53  | 65  | -12 | 51 | 22.    |
| 2017/18                                                   | EFL League One   | 3      | 46 | 28 | 12 | 6  | 82  | 40  | +42 | 96 | 2.     |
| 2018/19                                                   | EFL Championship | 2      | 46 | 16 | 12 | 18 | 64  | 69  | -5  | 60 | 15.    |
| 2019/20                                                   | EFL Championship | 2      | 46 | 17 | 12 | 17 | 66  | 63  | +3  | 63 | 11.    |
| 2020/21                                                   | EFL Championship | 2      | 46 | 15 | 12 | 19 | 65  | 54  | +11 | 57 | 15.    |
| 2021/22                                                   | EFL Championship | 2      | 46 | 19 | 12 | 15 | 59  | 50  | +9  | 69 | 8.     |
| 2022/23                                                   | EFL Championship | 2      | 46 | 20 | 9  | 17 | 52  | 54  | -2  | 96 | 7.     |
| 2023/24                                                   | EFL Championship | 2      | 46 | 14 | 11 | 21 | 60  | 74  | -14 | 53 | 19.    |
| 2024/25                                                   | EFL Championship | 2      | 46 | 19 | 9  | 18 | 53  | 48  | +5  | 66 | 7.     |

## Účast v evropských pohárech
| Sezóna  | Soutěž           | Kolo               | Klub                  | Doma | Venku | Celkem   |
| ------- | ---------------- | ------------------ | --------------------- | ---- | ----- | -------- |
| 1994/95 | Pohár UEFA       | 1. kolo            | Trelleborgs FF        | 0:1  | 2:2   | 2:3      |
| 1995/96 | Liga mistrů UEFA | Základní skupina B | FK Spartak Moskva     | 0:1  | 0:3   | 4. místo |
| 1995/96 | Liga mistrů UEFA | Základní skupina B | Rosenborg BK          | 4:1  | 1:2   | 4. místo |
| 1995/96 | Liga mistrů UEFA | Základní skupina B | Legia Warszawa        | 0:0  | 0:1   | 4. místo |
| 1998/99 | Pohár UEFA       | 1. kolo            | Olympique Lyonnais    | 0:1  | 2:2   | 2:3      |
| 2002/03 | Pohár UEFA       | 1. kolo            | PFK CSKA Sofia        | 1:1  | 3:3   | 4:4 (v)  |
| 2002/03 | Pohár UEFA       | 2. kolo            | Celtic FC             | 0:2  | 0:1   | 0:3      |
| 2003/04 | Pohár UEFA       | 1. kolo            | Gençlerbirliği SK     | 1:1  | 1:3   | 2:4      |
| 2006/07 | Pohár UEFA       | 1. kolo            | FC Red Bull Salzburg  | 2:0  | 2:2   | 4:2      |
| 2006/07 | Pohár UEFA       | Základní skupina E | Wisła Kraków          |      | 2:1   | 1. místo |
| 2006/07 | Pohár UEFA       | Základní skupina E | FC Basel 1893         | 3:0  |       | 1. místo |
| 2006/07 | Pohár UEFA       | Základní skupina E | Feyenoord Rotterdam   |      | 0:0   | 1. místo |
| 2006/07 | Pohár UEFA       | Základní skupina E | AS Nancy-Lorraine     | 1:0  |       | 1. místo |
| 2006/07 | Pohár UEFA       | Šestnáctifinále    | Bayer 04 Leverkusen   | 0:0  | 2:3   | 2:3      |
| 2007    | Pohár Intertoto  | 3. kolo            | FK Vėtra              | 4:0  | 2:0   | 6:0      |
| 2007/08 | Pohár UEFA       | 2. předkolo        | Myllykosken Pallo –47 | 2:0  | 1:0   | 3:0      |
| 2007/08 | Pohár UEFA       | 1. kolo            | AEL Larisa 1964 FC    | 2:1  | 0:2   | 2:3      |